# Nauru aux Jeux olympiques d'été de 2012
Nauru participe aux Jeux olympiques d'été de 2012 à Londres. Il s'agit de sa 5e participation aux Jeux olympiques d'été. À ce jour, les Nauruans n'ont jamais obtenu de médaille olympique. Pour 2012, Itte Detenamo, médaillé d'argent aux Jeux du Commonwealth de 2010 en haltérophilie (plus de 105 kg), porte les espoirs de son pays, l'un des plus petits au monde. Le seul autre athlète représentant Nauru à Londres est le judoka Sled Dowabobo. Aucun des deux n'obtient une médaille.

## Haltérophilie
Itte Detenamo est qualifié pour l'épreuve des plus de 105 kg hommes. Médaillé de bronze aux Jeux du Commonwealth de 2006, et d'argent à ceux de 2010, il participe aux Jeux olympiques pour la troisième fois consécutive. Il avait terminé 10e à l'épreuve des plus de 105 kg aux Jeux olympiques de 2008 à Pékin.
À Londres, il soulève 175 kg à l'arraché, 215 kg à l'épaulé-jeté, soit 390 kg au total, ce qui le classe 14e (sur 19).
Hommes
| Athlète       | Compétition | Arraché  | Arraché | Épaulé-jeté | Épaulé-jeté | Total  | Rang |
| Athlète       | Compétition | Résultat | Rang    | Résultat    | Rang        | Total  | Rang |
| ------------- | ----------- | -------- | ------- | ----------- | ----------- | ------ | ---- |
| Itte Detenamo | +105 kg     | 175 kg   | 15      | 215 kg      | 16          | 390 kg | 14   |

## Judo
Sled Dowabobo s'est qualifié, via les qualifications régionales, pour l'épreuve des moins de 73 kg hommes.
Il affronte l'Ouzbek Navruz Jurakobilov pour son premier match. Il obtient un point (shido) lorsque Jurakobilov est pénalisé pour refus de combat, mais s'incline par ippon après 1 min 10. 
| Athlète       | Compétition           | 32e de finale                     | 16e de finale       | 8e de finale        | Quarts de finale    | Demi-finales        | Repêchage 1         | Repêchage 2         | Finale              | Finale       |
| Athlète       | Compétition           | Adversaire Résultat               | Adversaire Résultat | Adversaire Résultat | Adversaire Résultat | Adversaire Résultat | Adversaire Résultat | Adversaire Résultat | Adversaire Résultat | Rang         |
| ------------- | --------------------- | --------------------------------- | ------------------- | ------------------- | ------------------- | ------------------- | ------------------- | ------------------- | ------------------- | ------------ |
| Sled Dowabobo | Moins de 73 kg hommes | Navruz Jurakobilov Perd 0001-1000 | Pas qualifié        | Pas qualifié        | Pas qualifié        | Pas qualifié        | Pas qualifié        | Pas qualifié        | Pas qualifié        | Pas qualifié |